# H-Bahn

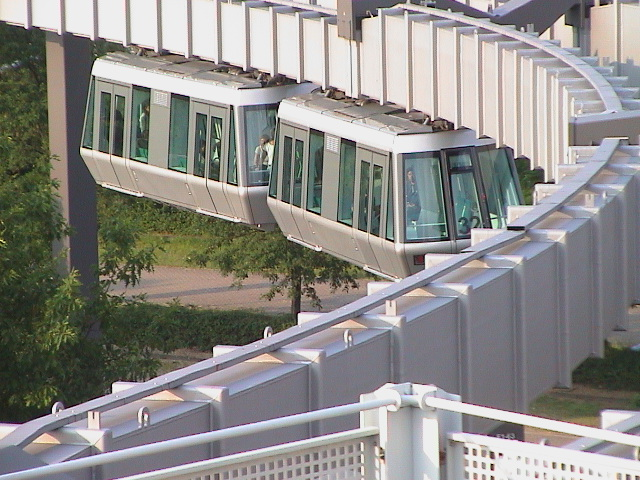
H-Bahn under namnet SkyTrain i Düsseldorf.

H-Bahn ("Hängebahn" eller "hängande järnväg") är en konstruktion för en förarlös hängbana, som har uppförts dels på Dortmunds tekniska universitet (kallat H-Bahn), dels på Düsseldorfs flygplats (under namnet SkyTrain). Banorna är konstruerade av Siemens som kallar projektet SIPEM (SIemens PEople Mover). Tågen har inga förare utan körs från ett kontrollcentrum.

## Bakgrund
År 1973 lade det federala ministeriet för forskning och teknik 22 miljoner D-mark för undersökning och utredning för projektet. En testbana öppnades den 21 juli 1975 i Düsseldorf av den dåvarande federala utbildnings- och forskningsministern Hans Matthöfer med en längd av 180 meter. 1976 förlängdes testbanan till 1,5 kilometer.
Banan vid Düsseldorfs internationella flygplats är 2,5 km lång och invigdes 2002.